# Open de Madrid (golf)
Ne doit pas être confondu avec Open d'Espagne (golf).
le Madrid Open était un tournoi de golf figurant au calendrier du Circuit Européen de 1972 à 2007. 
Le tournoi, qui avait l'une des bourses les plus faibles du circuit, a été, lors de ses deux dernières éditions, mis en concurrence avec le HSBC World Match Play Championship, disputé sur les mêmes dates.

## Palmarès
| année                                                       | Vainqueur             | Nationalité         |
| pre-European Tour                                           | pre-European Tour     | pre-European Tour   |
| ----------------------------------------------------------- | --------------------- | ------------------- |
| 1968                                                        | German Garrido        | Espagne             |
| 1969                                                        | Ramón Sota            | Espagne             |
| 1970                                                        | Manuel Cabrera        | Espagne             |
| 1971                                                        | Valentin Barrios      | Espagne             |
| Madrid Open                                                 |                       |                     |
| 1973                                                        | German Garrido        | Espagne             |
| 1974                                                        | Manuel Piñero         | Espagne             |
| 1975                                                        | Bob Shearer           | Australie           |
| 1976                                                        | Francisco Abreu       | Espagne             |
| 1977                                                        | Antonio Garrido (en)  | Espagne             |
| 1978                                                        | Howard Clark          | Angleterre          |
| 1979                                                        | Simon Hobday          | Afrique du Sud      |
| 1980                                                        | Severiano Ballesteros | Espagne             |
| 1981                                                        | Manuel Piñero         | Espagne             |
| Cepsa Madrid Open                                           |                       |                     |
| 1982                                                        | Seve Ballesteros      | Espagne             |
| 1983                                                        | Sandy Lyle            | Écosse              |
| 1984                                                        | Howard Clark          | Angleterre          |
| 1985                                                        | Manuel Piñero         | Espagne             |
| 1986                                                        | Howard Clark          | Angleterre          |
| 1987                                                        | Ian Woosnam           | Pays de Galles      |
| 1988                                                        | Derrick Cooper        | Angleterre          |
| 1989                                                        | Seve Ballesteros      | Espagne             |
| 1990                                                        | Bernhard Langer       | Allemagne           |
| Madrid Open                                                 |                       |                     |
| 1991                                                        | Andrew Sherborne      | Angleterre          |
| Iberia Madrid Open                                          |                       |                     |
| 1992                                                        | David Feherty         | Modèle:IRLANDE BORD |
| Madrid Open                                                 |                       |                     |
| 1993                                                        | Des Smyth             | Irlande             |
| 1994-2000                                                   | Pas de tournoi        | Pas de tournoi      |
| Telefonica Open de Madrid                                   |                       |                     |
| 2001                                                        | Retief Goosen         | Afrique du Sud      |
| 2002                                                        | Steen Tinning         | Danemark            |
| 2003                                                        | Ricardo González      | Argentine           |
| Open de Madrid                                              |                       |                     |
| 2004                                                        | Richard Sterne        | Afrique du Sud      |
| 2005                                                        | Raphaël Jacquelin     | France              |
| XXXII Banco Madrid Valle Romano Open de Madrid Golf Masters |                       |                     |
| 2006                                                        | Ian Poulter           | Angleterre          |
| Open de Madrid Valle Romano                                 |                       |                     |
| 2007                                                        | Mads Vibe-Hastrup     | Danemark            |